# Buléon
Buléon é uma comuna francesa na região administrativa da Bretanha, no departamento Morbihan. Estende-se por uma área de 12,3 km². Em 2010 a comuna tinha 545 habitantes (densidade: 44,3 hab./km²).